# Ключ 91
Ключ 91 (трад. и упр. 片) — ключ Канси со значением «ломтик»; один из 34, состоящих из четырёх штрихов.
В словаре Канси всего 77 символов (из 49 030), которые можно найти c этим радикалом.

## История
Древняя идеограмма изображала часть расщепленного ствола дерева.
В современном языке иероглиф используется в значениях: «щепка, дощечка, стружка, хлопья, лепесток, пластинка, полоска, ломтик, клочок», «расщеплять, нарезать, остругивать, обрезать» и др.
В качестве ключевого знака иероглиф используется редко. В сложных иероглифах ставится слева.

Вид в большой печати Чжуаньшу
Вид в малой печати Чжуаньшу

В словарях находится под номером 91.

## Примеры иероглифов
| Доп. штрихи | Иероглифы      |
| ----------- | -------------- |
| 0           | 片             |
| 4           | 㸝 㸞 版       |
| 5           | 𤖶 𤖸 𤖹 牊 牉 |
| 6           | 㸟 㸠 㸡       |
| 7           | 𤗆             |
| 8           | 𤗈 𤗖 牋 牌    |
| 9           | 牐 牎 牏 牑 牒 |
| 10          | 㸢 𤗤 牓 牔    |
| 11          | 𤗲 牕 牖 牗    |
| 12          | 𤗹             |
| 13          | 㸣             |
| 14          | 㸤 𤘁 𤘂       |
| 15          | 牘             |
| 17          | 㸥             |

- Примечание: Ваш браузер может отображать иероглифы неправильно.